# Matsudaira Tadayori
Matsudaira Tadayori (松平 忠頼?; 1582 – 26 ottobre 1609) è stato un daimyō giapponese dei periodi Sengoku ed Edo, servitore del clan Tokugawa.

## Biografia
Matsudaira Tadayori fu figlio minore di Matsudaira Tadayoshi, un servitore ereditario del clan Tokugawa. Era noto anche come Sakurai Tadayori. Durante la battaglia di Sekigahara fu assegnato alla difesa del castello di Okazaki nella provincia di Mikawa, e nel 1601 gli fu affidato il castello di Inuyama nella provincia di Owari e il castello di Kaneyama nella provincia di Mino. Lo stesso anno, alla morte di suo zio Matsudaira Iehiro, ereditò il dominio di Musashi-Matsuyama (Musashi, 15 000 koku), che assieme ai 10 000 koku di entrate provenienti dalle altre cariche, lo qualificarono al rango di daimyō.
Nel 1602 lo Shōgun Tokugawa Ieyasu raddoppiò le sue entrate a 50 000 koku e lo riassegnò al dominio di Hamamatsu nella provincia di Tōtōmi. Nel dicembre 1607 fu chiamato ad assistere alla ricostruzione del castello di Sunpu, il quale era andato a fuoco.
Nell'ottobre 1609 mentre si trovava a Edo durante il servizio di sankin kōtai, partecipò a una cerimonia del tè tenuta da Mizuno Tadatane, alla quale parteciparono anche gli hatamoto Kume Saheiji e Hattori Hanhachiro. Dopo la cerimonia i partecipanti bevvero sakè e giocarono a go. Tuttavia scoppiò una discussione tra Tadatane e Hanhachiro, la quale sfociò con lo sguaino delle spade, e Hattori pugnalò a morte Tadayori che cercava di sedare la questione. Tadatane e Hanhachiro ricevettero l'ordine di commettere seppuku per l'incidente un mese dopo.
Tadayori era sposato con una figlia di Oda Nagamasu da cui ebbe sei figli, ma il maggiore Matsudaira Tadashige era ancora un bambino al momento della sua morte. In considerazione della sua età e delle circostanze della morte di suo padre, il rango fu ridotto allo status di hatamoto e il dominio di Hamamatsu fu trasferito a Kōriki Tadafusa.
La tomba di Tadayori si trova nel tempio del clan Inoue di Sengan-ji a Fuchū, Tokyo.